# قطعنامه ۱۶۳۳ شورای امنیت
قطعنامه  ۱۶۳۳ شورای امنیت سازمان ملل متحد که در تاریخ ۲۱ اکتبر ۲۱۰۵ تصویب شد، سندی بین‌المللی دربارهٔ بررسی وضعیت در ساحل عاج است. این قطعنامه طی نشست ۵۲۸۸ام با ۱۵ رای موافق، ۰ مخالف و ۰ ممتنع تصویب شد.